# Гудвил (Јужна Дакота)
Гудвил (енгл. Goodwill) насељено је место без административног статуса у америчкој савезној држави Јужна Дакота.

## Демографија
По попису из 2010. године број становника је 513.
| Група             | 2000.    | 2010.     |
| Белци             | 0 (0,0%) | 13 (2,5%) |
| Афроамериканци    | 0 (0,0%) | 0 (0,0%)  |
| Азијати           | 0 (0,0%) | 0 (0,0%)  |
| Хиспаноамериканци | 0 (0,0%) | 8 (1,6%)  |
| Укупно            | 0        | 513       |